# Années 1080 av. J.-C.
Les années 1080 av. J.-C. couvrent les années de 1089 av. J.-C. à 1080 av. J.-C.

## Événements

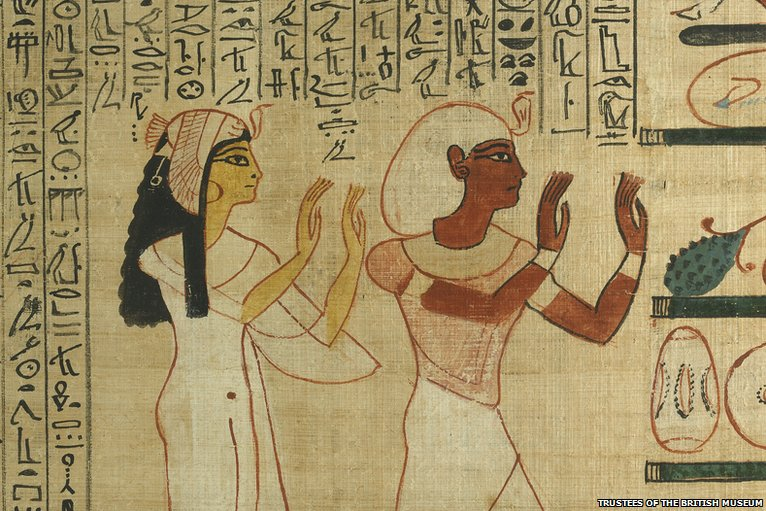
Hérihor et son épouse Nedjemet adorant Osiris

- Vers 1085-1054 av. J.-C. : règne de Smendès. Chute du Nouvel Empire égyptien. Hérihor, général probablement d’origine libyenne, devenu grand prêtre d’Amon, favori de Ramsès XI, usurpe le pouvoir et règne sur la Haute-Égypte à Thèbes (vers 1085 av. J.-C.) alors que le second vizir Smendès, établi à Tanis prend le titre de pharaon (XXIe dynastie tanite) et gouverne la Basse-Égypte. Deux lignées de pharaons et de grands prêtres se partagent le pouvoir jusqu’en 945  av. J.-C.[1]. Un subtil équilibre institutionnel se met en place et les deux pouvoirs nouent de nombreux liens familiaux. À Thèbes, la charge de « divine adoratrice », occupée par une princesse de sang royal devenant l’épouse morganatique du dieu, vierge intronisée, devient rapidement l’institution représentative de la royauté face au grand prêtre, et bénéficie d’un important prestige spirituel[2]. Contre le pillage des tombes royales, les grands prêtres d’Amon de la XXIe dynastie sont contraints d’aménager des cachettes pour les momies royales à Deir el-Bahari. Dès la XXIe dynastie, les clans militaires libyens, installés depuis la période ramesside dans le delta, plus ou moins intégrés, mais gardant une forte individualité sous l’autorité de leurs « grands chefs des Mâ », deviennent la seule force réelle du point de vue militaire[3].

- 1082-1070 av. J.-C.[4] : règne de Marduk-shapik-zeri, roi de Babylone.